# Reacție Diels-Alder
Reacția Diels–Alder este o reacție chimică organică, o cicloadiție de tipul [4+2], între o dienă conjugată și o alchenă substituită, cu formarea unui sistem ciclohexan-substituit. A fost descrisă pentru prima dată de către Otto Diels și Kurt Alder în 1928, iar munca acestora a fost premiată cu Premiul Nobel pentru Chimie în 1950. Reacția Diels–Alder este folositoare, în mod particular în sinteza chimică organică, fiind o metodă de formare a unor sisteme cu 6 membri, concomitent cu posibilitatea de avea sub control proprietățile stereochimice. Conceptul a fost de asemenea aplicat și la alte sisteme nesaturate, precum la carbonili sau imine, pentru obținerea heterociclurilor corespunzătoare. Reacțiile Diels–Alder pot fi reversibile în anumite condiții, caz în care se numesc reacții retro-Diels–Alder.

## Mecanism de reacție
Se consideră că racția Diels-Adler se desfășoară fără mecanism de reacție, adică într-o singură etapă, printr-o tranziție de stare ciclică. Așadar, în timpul acestei reacții nu se formează intermediari.